# Шри-Ланка на летних Олимпийских играх 1992
Шри-Ланка принимала участие в Летних Олимпийских играх 1992 года в Барселоне (Испания) в одиннадцатый раз за свою историю, но не завоевала ни одной медали. Сборную страны представляли 11 спортсменов, выступавших в пяти видах спорта.

## Результаты

### Бадминтон
Мужчины
| Спортсмен        | Дисциплина       | Квалификация                    | 1/16 финала          | 1/8 финала           | Четвертьфинал        | Полуфинал            | Финал                | Место |
| Спортсмен        | Дисциплина       | Соперник Счёт                   | Соперник Счёт        | Соперник Счёт        | Соперник Счёт        | Соперник Счёт        | Соперник Счёт        | Место |
| ---------------- | ---------------- | ------------------------------- | -------------------- | -------------------- | -------------------- | -------------------- | -------------------- | ----- |
| Нирошан Виджекун | Одиночный разряд | Ханнес Фукс Австрия 9-15, 11-15 | Завершил выступления | Завершил выступления | Завершил выступления | Завершил выступления | Завершил выступления | 33    |

### Лёгкая атлетика
Мужчины
| Спортсмен           | Дисциплина | Первый раунд | Первый раунд | Первый раунд | Четвертьфинал        | Четвертьфинал        | Четвертьфинал        | Полуфинал            | Полуфинал            | Полуфинал            | Финал                | Финал                |
| Спортсмен           | Дисциплина | Время        | Место        | Итог         | Время                | Место                | Итог                 | Время                | Место                | Итог                 | Время                | Место                |
| ------------------- | ---------- | ------------ | ------------ | ------------ | -------------------- | -------------------- | -------------------- | -------------------- | -------------------- | -------------------- | -------------------- | -------------------- |
| Шриянта Диссанаяке  | 100 м      | 10,87        | 5            | 53           | Завершил выступления | Завершил выступления | Завершил выступления | Завершил выступления | Завершил выступления | Завершил выступления | Завершил выступления | Завершил выступления |
| Шриянта Диссанаяке  | 200 м      | 21,61        | 7            | 46           | Завершил выступления | Завершил выступления | Завершил выступления | Завершил выступления | Завершил выступления | Завершил выступления | Завершил выступления | Завершил выступления |
| Куруппу Карунаратне | Марафон    | н/д          | н/д          | н/д          | н/д                  | н/д                  | н/д                  | н/д                  | н/д                  | н/д                  | 2:32:26              | 71                   |

Женщины
| Спортсмен             | Дисциплина | Первый раунд | Первый раунд | Первый раунд | Четвертьфинал         | Четвертьфинал         | Четвертьфинал         | Полуфинал             | Полуфинал             | Полуфинал             | Финал                 | Финал                 |
| Спортсмен             | Дисциплина | Время        | Место        | Итог         | Время                 | Место                 | Итог                  | Время                 | Место                 | Итог                  | Время                 | Место                 |
| --------------------- | ---------- | ------------ | ------------ | ------------ | --------------------- | --------------------- | --------------------- | --------------------- | --------------------- | --------------------- | --------------------- | --------------------- |
| Дамаянти Дарса        | 100 м      | 11,88        | 7            | 38           | Завершила выступления | Завершила выступления | Завершила выступления | Завершила выступления | Завершила выступления | Завершила выступления | Завершила выступления | Завершила выступления |
| Дамаянти Дарса        | 200 м      | 23,82        | 4            | 27           | 23,89                 | 7                     | 29                    | Завершила выступления | Завершила выступления | Завершила выступления | Завершила выступления | Завершила выступления |
| Джаямини Иллеперума   | 400 м      | 54,14        | 4            | 29           | 53,55                 | 7                     | 25                    | Завершила выступления | Завершила выступления | Завершила выступления | Завершила выступления | Завершила выступления |
| Шрияни Даммика Манике | 800 м      | 2:03,85      | 6            | 28           | н/д                   | н/д                   | н/д                   | Завершила выступления | Завершила выступления | Завершила выступления | Завершила выступления | Завершила выступления |
| Шрияни Даммика Манике | 1500 м     | 4:26,22      | 8            | 32           | н/д                   | н/д                   | н/д                   | Завершила выступления | Завершила выступления | Завершила выступления | Завершила выступления | Завершила выступления |
| Шрияни Кулаванса      | 100 м с/б  | 13,55        | 6            | 28           | Завершила выступления | Завершила выступления | Завершила выступления | Завершила выступления | Завершила выступления | Завершила выступления | Завершила выступления | Завершила выступления |

| Спортсменка         | Дисциплина | Квалификация | Квалификация | Финал                 | Финал                 |
| Спортсменка         | Дисциплина | Результат    | Место        | Результат             | Место                 |
| ------------------- | ---------- | ------------ | ------------ | --------------------- | --------------------- |
| Виджита Амерасекера | копьё      | 48,00 м      | 24           | Завершила выступления | Завершила выступления |

### Плавание
Мужчины
| Спортсмен       | Дисциплина       | Квалификация | Квалификация | Квалификация | Финал                | Финал                | Финал                |
| Спортсмен       | Дисциплина       | Время        | Место        | Итог         | Время                | Место                | Итог                 |
| --------------- | ---------------- | ------------ | ------------ | ------------ | -------------------- | -------------------- | -------------------- |
| Джулиан Боллинг | 200 м в/с        | 2:02,01      | 4            | 49           | Завершил выступления | Завершил выступления | Завершил выступления |
| Джулиан Боллинг | 100 м баттерфляй | 1:01,63      | 5            | 65           | Завершил выступления | Завершил выступления | Завершил выступления |
| Джулиан Боллинг | 200 м баттерфляй | 2:17,47      | 5            | 44           | Завершил выступления | Завершил выступления | Завершил выступления |

### Стрельба
Женщины
| Спортсменка         | Дисциплина                    | Квалификация | Квалификация | Финал                 | Финал                 |
| Спортсменка         | Дисциплина                    | Очки         | Место        | Очки                  | Место                 |
| ------------------- | ----------------------------- | ------------ | ------------ | --------------------- | --------------------- |
| Пушпамали Раманаяке | пневматическая винтовка, 10 м | 382          | 47           | Завершила выступления | Завершила выступления |

### Тяжёлая атлетика
Женщины
| Спортсменка                | Весовая категория | Рывок     | Рывок | Толчок    | Толчок | Сумма     | Сумма |
| Спортсменка                | Весовая категория | Результат | Место | Результат | Место  | Результат | Место |
| -------------------------- | ----------------- | --------- | ----- | --------- | ------ | --------- | ----- |
| Ансела Марлен Виджевикрема | до 52 кг          | 95 кг     | 15    | 117,5 кг  | 12     | 212,5 кг  | 12    |